# 松平乗承
松平 乗承（まつだいら のりつぐ、1851年12月30日〈嘉永4年12月8日〉 - 1929年〈昭和4年〉7月13日）は、明治から昭和時代初期の政治家、華族。子爵、貴族院議員。三河国西尾藩主松平乗全の五男。妻は松平輝聴の娘、昭子。子に松平乗統。

## 生涯
叔父で最後の藩主松平乗秩の養子となる。1873年（明治6年）に養父の死を受けて家督を継ぎ、1877年（明治10年）、大給恒、佐野常民、桜井忠興らと博愛社（日本赤十字社の前身）の設立に尽力。1881年（明治14年）に宮内省御用掛となった。1884年（明治17年）7月3日には太政官御用掛に就任、修史館勤務となる。同年7月8日、子爵を叙爵。同年12月に修史館から第二局に異動となった。1885年（明治18年）3月麻疹にかかり辞職する。1887年（明治20年）、日本赤十字社に入り、第四回赤十字国際会議にドイツ留学中の森鷗外と出席する。1890年（明治23年）7月10日、貴族院議員となり1925年（大正14年）7月9日まで務めた。1913年（大正2年）1月22日、日本赤十字社副社長に就任した。1918年（大正7年）8月1日、願い出により副社長を退任した。1929年7月13日14時、病気のため死去した。

## 栄典
勲章
- 1895年（明治28年）12月25日 - 勲三等旭日中綬章[12]。
- 1916年（大正5年）4月1日 - 旭日重光章[13]
- 1918年（大正7年）8月12日 - 勲一等瑞宝章[14]

外国勲章佩用允許
- 1927年（昭和2年）4月19日 - ドイツ国：赤十字第一等名誉章[15]

位階
- 1892年（明治25年）7月5日 - 従四位[16]
- 1897年（明治30年）7月2日 - 正四位[17]
- 1903年（明治36年）6月30日 - 従三位[18]
- 1912年（明治45年）7月10日 - 正三位[19]
- 1922年（大正11年）7月20日 - 従二位[20]
- 歿後 - 正二位[21]